# Macbeth (symfonisk dikt)
Macbeth är en symfonisk dikt för stor orkester (op. 23) av Richard Strauss. Verket uruppfördes 1890 i Weimar och tillägnades Alexander Ritter.
De första utkasten till verket går tillbaka till 1886 och den slutgiltiga versionen innehåller en del förändringar efter Hans von Bülow den yngres råd. Något bestämt program till verkets enskilda delar har Strauss inte angivit i partituret, med undantag av ett citat från den scen i Shakespeares drama, där lady Macbeth säger att hon vill övertala Macbeth att mörda alla som har stått mellan honom och vägen till kungatronen.